# AIMP2
AIMP2 (англ. Aminoacyl tRNA synthetase complex interacting multifunctional protein 2) – білок, який кодується однойменним геном, розташованим у людей на короткому плечі 7-ї хромосоми. Довжина поліпептидного ланцюга білка становить 320 амінокислот, а молекулярна маса — 35 349.
| 10         |  | 20         |  | 30         |  | 40         |  | 50         |
| ---------- |  | ---------- |  | ---------- |  | ---------- |  | ---------- |
| MPMYQVKPYH |  | GGGAPLRVEL |  | PTCMYRLPNV |  | HGRSYGPAPG |  | AGHVQEESNL |
| SLQALESRQD |  | DILKRLYELK |  | AAVDGLSKMI |  | QTPDADLDVT |  | NIIQADEPTT |
| LTTNALDLNS |  | VLGKDYGALK |  | DIVINANPAS |  | PPLSLLVLHR |  | LLCEHFRVLS |
| TVHTHSSVKS |  | VPENLLKCFG |  | EQNKKQPRQD |  | YQLGFTLIWK |  | NVPKTQMKFS |
| IQTMCPIEGE |  | GNIARFLFSL |  | FGQKHNAVNA |  | TLIDSWVDIA |  | IFQLKEGSSK |
| EKAAVFRSMN |  | SALGKSPWLA |  | GNELTVADVV |  | LWSVLQQIGG |  | CSVTVPANVQ |
| RWMRSCENLA |  | PFNTALKLLK |  |            |  |            |  |            |

A: Аланін

C: Цистеїн

D: Аспарагінова кислота

E: Глутамінова кислота

F: Фенілаланін

G: Гліцин

H: Гістидин

I: Ізолейцин

K: Лізин

L: Лейцин

M: Метіонін

N: Аспарагін

P: Пролін

Q: Глутамін

R: Аргінін

S: Серин

T: Треонін

V: Валін

W: Триптофан

Кодований геном білок за функціями належить до білків розвитку, фосфопротеїнів. 
Задіяний у таких біологічних процесах, як апоптоз, біосинтез білка, диференціація клітин. 
Локалізований у цитоплазмі, ядрі.